# Écozone
 (juillet 2023).

Écozones
Néarctique
Néotropique
Paléarctique
Afrotropicale
Indomalaise
Australasienne
Océanienne et Antarctique non apparents

Dans certains systèmes de classification écologique des territoires biogéographiques, une écozone, ou région biogéographique, est une zone géographique terrestre ou marine représentative d'une unité écologique à grande échelle, caractérisée par des facteurs communs non-vivants (abiotiques) et vivants (biotiques). Les écozones terrestres sont subdivisées en écorégions ou en provinces biogéographique.

## Classifications usuelles

### Écozones terrestres
Le système des écozones a été proposé en 1975 par Miklos Udvardy dans un objectif de conservation des espèces. Il divise la surface terrestre en 8 écozones.
| Écozone      | Couverture continentale approximative              | Superficie (millions de km²) |
| ------------ | -------------------------------------------------- | ---------------------------- |
| Afrotropique | Afrique subsaharienne, Arabie du Sud               | 22,1                         |
| Paléarctique | Afrique du Nord, Europe, Asie tempérée et froide   | 54,1                         |
| Indomalaise  | Asie du Sud et Sud-Est subtropicales et tropicales | 7,5                          |
| Australasie  | Australasie                                        | 7,7                          |
| Néarctique   | Amérique du Nord                                   | 22,9                         |
| Néotropique  | Amérique tropicale et du Sud                       | 19,0                         |
| Océanie      | Petites îles du Pacifique                          | 1,0                          |
| Antarctique  | Antarctique                                        | 14,1                         |

Le World Wildlife Fund (WWF) a également établit plus de 200 écorégions terrestres (Global 200) après des analyses de biodiversité régionales.

### Écozones marines
La classification en écozones marines est plus variable et plus complexe à réaliser, notamment à cause de la dimension de profondeur. Différentes espèces vivent à différentes profondeur et les routes migratoires sont affectées par les variations géologiques et les gyres océaniques. Les courants, la température, la salinité et l’oxygénation sont des paramètres bien connus, mais la profondeur ne l’est que pour moins de 15 % des fonds marins. Cela dit l’être humain interagit peu avec les espèces abyssales.

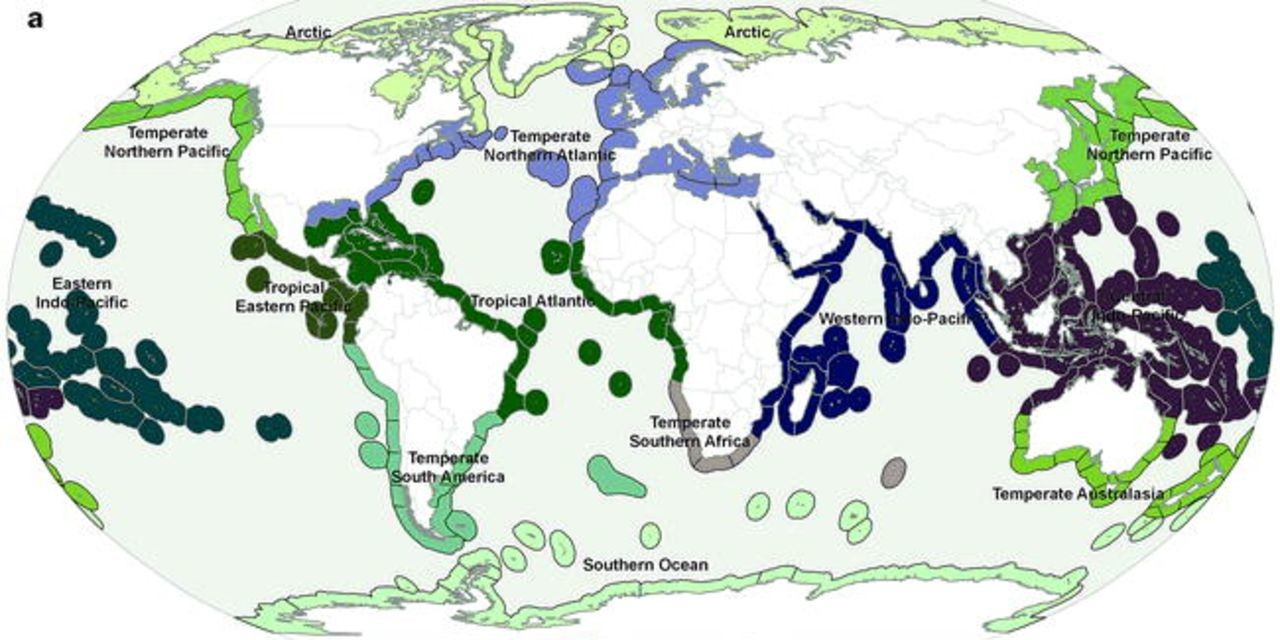
Royaumes (écozones) MEOW

La classification des Larges Écosystèmes Marins établit des écorégions dans lesquelles vivent 95 % des pêches humaines. Ces régions sont essentiellement côtières. Plus récemment, en 2007, la classification des Écorégions Marines du Monde (MEOW) trace 232 écorégions regroupées en 62 provinces regroupées en 12 royaumes :
- Arctique
- Atlantique boréal tempéré
- Pacifique boréal tempéré
- Atlantique tropical
- Pacifique oriental tropical
- Indopacifique oriental, central et occidental
- Afrique australe tempérée
- Amérique australe tempérée
- Australasie tempérée
- Océan Austral

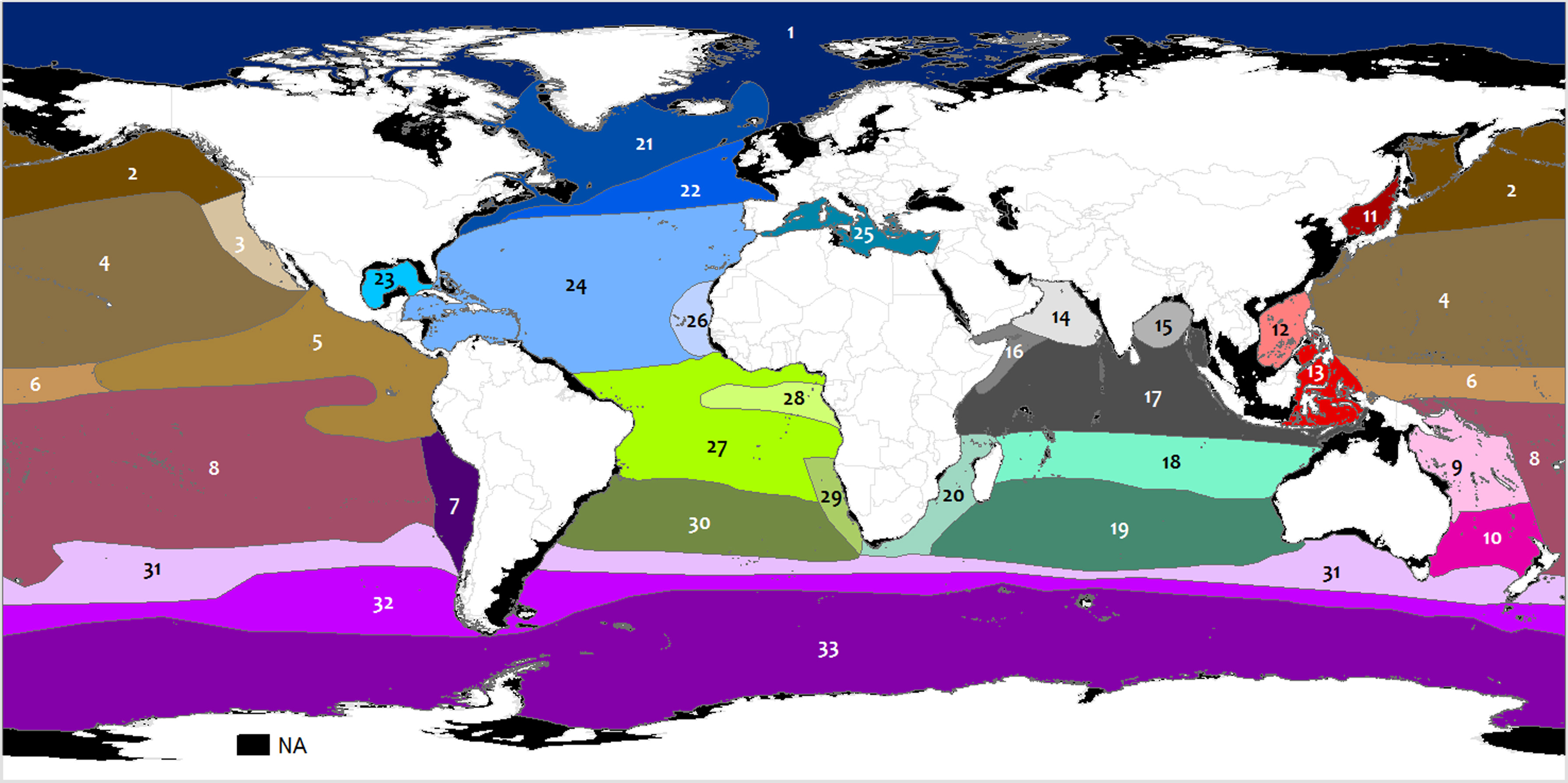
Écorégions mésopélagiques (Sutton et al., 2017)

Sutton et al. (2017) proposent une classification en 33 écorégions pour la zone mésopélagique (−200 à −1000 m) au-delà des côtes. Cette zone est le siège de migrations majeures. Il semble en ressortir des écozones[pas clair] Arctatlantique, Atlantique Nord, Atlantique Sud, Pacifique Nord, Pacifique Sud, Mer du Japon, Insulinde, Australasie Est, Indien Nord, Indien Sud, et Austral.
En 2017 également, le système des Unités Écologiques Marines (EMU) offre une cartographie 3D détaillée de 37 écozones de 0 à −5500 m basée sur de nombreux facteurs biotiques et abiotiques analysés par des algorithmes de regroupement automatique.

## Utilisation
La partition en écozones est utilisée internationalement comme système unifié biogéographique. Les écozones sont couramment utilisées en zoogéographie pour comprendre la répartition des mammifères et du reste de la faune. Pour les oiseaux, en particulier migrateurs, on distingue les écorégions paléarctiques occidentale et orientale de part et d'autre de l'Oural et de la mer Caspienne. La migration du paléarctique occidental vers le sud s'effectue vers l'écozone afrotropicale, alors que depuis le paléarctique oriental elle s'effectue vers l'indomalaisie et l'australasie.
L'identification des écozones marines facilite l'évaluation des réserves de pêches. Cela aide à lutter contre la surpêche qui ne nuit pas qu'aux espèces pêchées mais aussi aux pêcheurs et aux consommateurs à long terme.
Les écozones sont également utilisée par l'UNESCO dans ses classements sur la liste du patrimoine mondial.

## Regroupements
Les écozones terrestres sont parfois regroupées en plus grandes aires biogéographiques.

### Empires faunistiques et royaumes floraux
L'étude des diverses glaciations et des séparations continentales permet de regrouper les écozones en trois empires faunistiques et quatre royaumes floristiques.
| Aire                | Écozones                                           |
| ------------------- | -------------------------------------------------- |
| Arctogée ou Mégagée | Afrotropique, Paléarctique, Indomalais, Néarctique |
| Néogée              | Néotropique                                        |
| Notogée             | Australasien, Océanien, Antarctique                |

| Aire                      | Écozones                           |
| ------------------------- | ---------------------------------- |
| Holarctique ou Boréalique | Paléarctique, Néarctique           |
| Paléotropique             | Afrotropique, Indomalais, Océanien |
| Néotropique               | Néotropique                        |
| Holantarctique ou Austral | Australasien, Antarctique          |

### Regroupements géographiques
La classification d'Alfred Russel Wallace (1876) pour la géographie zoologique et celle d'Adolf Engler (1879) pour la géographie botanique ont abouti à une classification plus contraignante que celle des empires faunistiques et des royaumes floristiques. Les grandes régions sont définies selon des contraintes naturelles et géologiques : tectonique des plaques, formation des montagnes et variations du climat liées à ces bouleversements géologiques. Dans un souci de convergence, on distingue cinq ou six complexes d'écozones divisées en sous-régions.
- Écozone afrotropicale, ou éthiopienne, subdivisée en deux sous-régions au regard de développements indépendants et de la présence de deux plaques tectoniques :
  - Afrique subsaharienne continentale
  - Madagascar
- Complexe holarctique :
  - Écozone paléarctique
  - Écozone néarctique
- Écozone indomalaise, ou orientale, subdivisée pour les mêmes raisons que l'écozone afrotropicale :
  - Sous-continent indien
  - Asie du Sud-Est
- Écozone néotropicale
- Complexe australien :
  - Écozone australasienne
  - Écozone océanienne
- Écozone antarctique, parfois associée au complexe australien de par sa participation au supercontinent notogéen.